# 通識教育
通識教育（英語：Liberal Education），有兩層意義；一是指通才教育；二是指全人教育。通識教育作為近代開始普及一門學科，其概念可上溯至先秦時代的六藝教育思想，在西方可追溯到古希臘時期的博雅教育意念。
近代高等學校中的通識教育思想源於19世紀，當時有不少歐美學者有感於現代大學的學術分科太過專門、知識被嚴重分裂，於是創造出通識教育這個跨學科，目的是培養學生能獨立思考、且對不同的學科有所認識，以至能將不同的知識融會貫通，最終目的是培養出完全、完整的人。自20世紀後，通識教育已廣泛成為歐美大學的一項必修科目。

## 各地情况

### 香港

#### 大專課程
大學教育資助委員會轄下8所院校於90年代開辦各類型的通識課程供本科生修讀：

##### 香港大學
「拓展科目」（Broadening Courses）， 分四範疇為人文社會科學研究（Humanities and Social Sciences Studies）、科學技術研究（Science and Technology Studies）、文化價值研究（Culture and Value Studies） 及信息技術研究（Information Technology Studies）。

##### 香港中文大學
書院通識（College General Education）和大學通識（University General Education）。 大學通識包括四範疇科目，分別為文化傳承（Our Own Heritage）、自然、科技與環境（Nature, Technology and Environment）、 社會與文化（Society and Culture）、自我與人文（Self and Humanities）。

##### 香港科技大學
四範疇科目（工商管理、科學、工學、人文社會科學）及「通識科目」（GNED courses），「通識科目」由教學促進中心（Centre for Enhanced Learning & Teaching）負責統籌開設。
跨學科課程事務處（IPO）與各學院通力合作，糅合多個不同學科的知識，致力培育出具競爭力的跨學科專才。理、工、商及人文社會科學等各學院的同學均可以於修畢首年本科課程後，申請修讀跨學科課程。

##### 香港理工大學
「拓寬視野」（Broadening）通識科目，五範疇科目（哲理判斷、價值判斷、審美判斷、歷史判斷及科學判斷），由通識教育中心聯同校內外專家及大學各院系。通識教育中心（General Education Centre）於1998年設立，中心主要負責協調通識教育的各方面工作，同時亦提供師資，開設部分科目。

##### 香港城市大學
2008年，教育發展及精進教育處（Office of Education Development and Gateway Education）成立，精進教育（Gateway Education）由各院系及教育發展及精進教育處開辦。中國文化中心（Chinese Civilisation Centre）於1998年成立，中心課程旨在使學生能夠從文學、藝術、哲學、宗教、建築、科技等各方面掌握中國文化的基本要義，學習欣賞源遠流長，博大精深的文化遺產。

##### 香港浸會大學
「分佈要求」（Distribution Requirements），分四範疇為人文學科（Humanities）、社會科學（Social Science）、商務與傳理（Business and Communication）、科學（Science）

##### 嶺南大學
四範疇科目，分別為理性思考（Rational Thinking）、價值與社會（Values and Society）、文化與理念（Culture and Ideas）以及科學科目（Science Courses）
Cluster Courses: Creativity and Innovation（創意與創新）、 Humanities and the Arts（人文與藝術）、Management and Society（管理與社會）、Science, Technology, Mathematics and Society（數理、科技與社會）、Values, Cultures and Society（價值、文化與社會）

##### 香港教育大學
通識教育包含三個範圍，通識基礎課程、通識拓寬課程及通識鞏固課程。通識拓寬課程的範疇涵蓋四個組別：一、人性，詮釋及觀點；二、群體，社會及文化；三、自然，科學及技術及四、正向教育與價值教育。

### 中華民國（臺灣）
臺灣的通識教育起源於東海大學。1956年度海大學正式實施「通才教育」，並聘請美國有關專家前來指導。中華民國教育部於1984年4月5日，公布《大學通識教育選修科目實施要點》，通知各公私立大學及獨立學院，要求各大學院校在「文學與藝術」、「歷史與文化」、「社會與哲學」、「數學與邏輯」、「物理科學」、「生命科學」、「應用科學與技術」等七大學術範疇內開授各種選修科目，辦理通識教育共4至6學分之課程。這是台灣地區各大學全面辦理通識教育教學之開始。

### 美国
- 哈佛大學的通識課程採用的是知識廣度的理念，即包含數理、文學等的「全方位」學習。由1980年，學校逐步把通識課程移為各院的核心課程（Core Curriculum），該核心課程共分為以下十類：外國文化、歷史A、歷史B、文藝A、文藝B、文藝C、倫理、科學A、科學B、社會分析。[4]

美國常春藤盟校基本以通識教育為基礎。文凭跨越文理分科，稱為「文理學士」（英語：BLibStud）。

### 法國
- 巴黎政治大學是一所培養法國精英人才的名校，從1872年成立以來為法國培養了大量的精英人才。其育人理念是以經濟、法律、社會學和歷史學作為基礎學科，以廣泛的知識面、國際眼光和與職業實踐相結合為主要的教學手段。

## 評價

### 正面
通識教育能較為容易把社會人士訓練成為「全能的人」。